# Perché leggere i classici
Perché leggere i classici (em português: Por que ler os clássicos) é uma coletânea de ensaios do escritor italiano Italo Calvino, publicada postumamente em 1991.
No ensaio que dá título à coleção, o escritor argumenta que as leituras juvenis muitas vezes não são muito frutíferas e fornecem ao jovem leitor apenas modelos, termos de comparação, esquemas de classificação e escalas de valores com os quais se confrontar. A leitura em profundidade, a das entrelinhas, as várias alegorias, as metáforas mais abstratas só se apreendem com a releitura em idade madura, o que, por outro lado, permite reencontrar as constantes mencionadas nos mecanismos internos que já regular o comportamento inconsciente da pessoa.
Por essas razões, torna-se legítimo definir clássico aquele livro que sabe exercer uma influência considerável tanto quando permanece fixo, indelével na memória , quanto quando é removido, permanecendo oculto nas dobras da memória, camuflando-se ou ditando o comportamento do próprio inconsciente. Por isso, a cada releitura de um clássico, muitas vezes acontece de reconhecer as atitudes assimiladas durante as leituras da juventude; justamente por isso, é preciso afirmar que toda releitura de um clássico é uma leitura de descoberta, como se fosse a primeira leitura, e que a primeira leitura de um clássico é na verdade uma releitura. Em suma, um clássico é um livro que nunca terminou de dizer o que tem a dizer.
Dito isso, é óbvio dizer até que ponto todo livro clássico bem definido traz consigo, escondido nas entrelinhas, reminiscências de outros clássicos. Textos clássicos como a Odisseia, as obras de Franz Kafka e Fiódor Dostoiévski, graças aos seus personagens, que incorporam todos os mecanismos internos ocultos em uma pessoa, continuaram a viver até os dias atuais, reencarnando de geração em geração. A leitura de um clássico, portanto, deve nos trazer algumas surpresas, em relação à consideração inicial, por isso é importante ler os textos originais diretamente, evitando críticas, comentários e interpretações. Em última análise, todos os livros são considerados clássicos que estimula uma atitude crítica pessoal, que provoca discursos críticos, mas que continuamente sabe se livrar dela.
O clássico nem sempre nos ensina algo, aliás, muitas vezes é uma confirmação do que sabíamos. Esta descoberta também surpreende: a descoberta de uma relação, de uma espécie de partilha das ideias do autor. Em última análise, podemos definir clássicos como aqueles livros que sempre surpreendem e, em todo caso, não deixam em todos um sentimento de indiferença.
A escola desempenha um papel importante no ensino da leitura, pois, como principal local de formação crítica e cultural das crianças, proporciona aos jovens as ferramentas adequadas à formação do seu próprio gosto clássico, através da comparação com outros textos e, consequentemente, com a aquisição de uma consciência crítica. Além disso, é a própria leitura que forma – às vezes – esse cânone, essa régua, com a qual se medir com os problemas que nos cercam, chegando a formar, em cada jovem leitor, uma verdadeira abordagem pessoal dos problemas da vida.